# Türkette

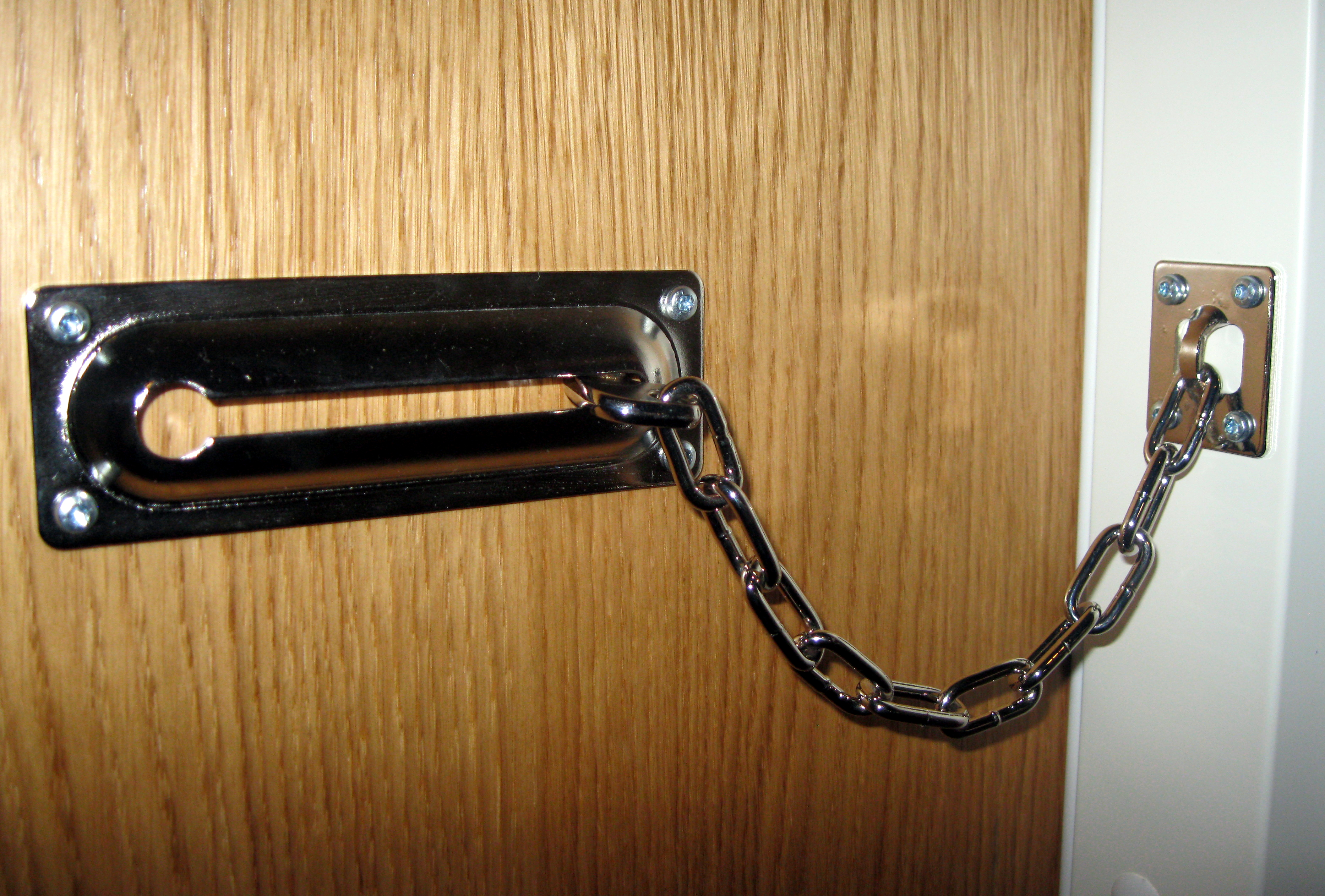
Türkette

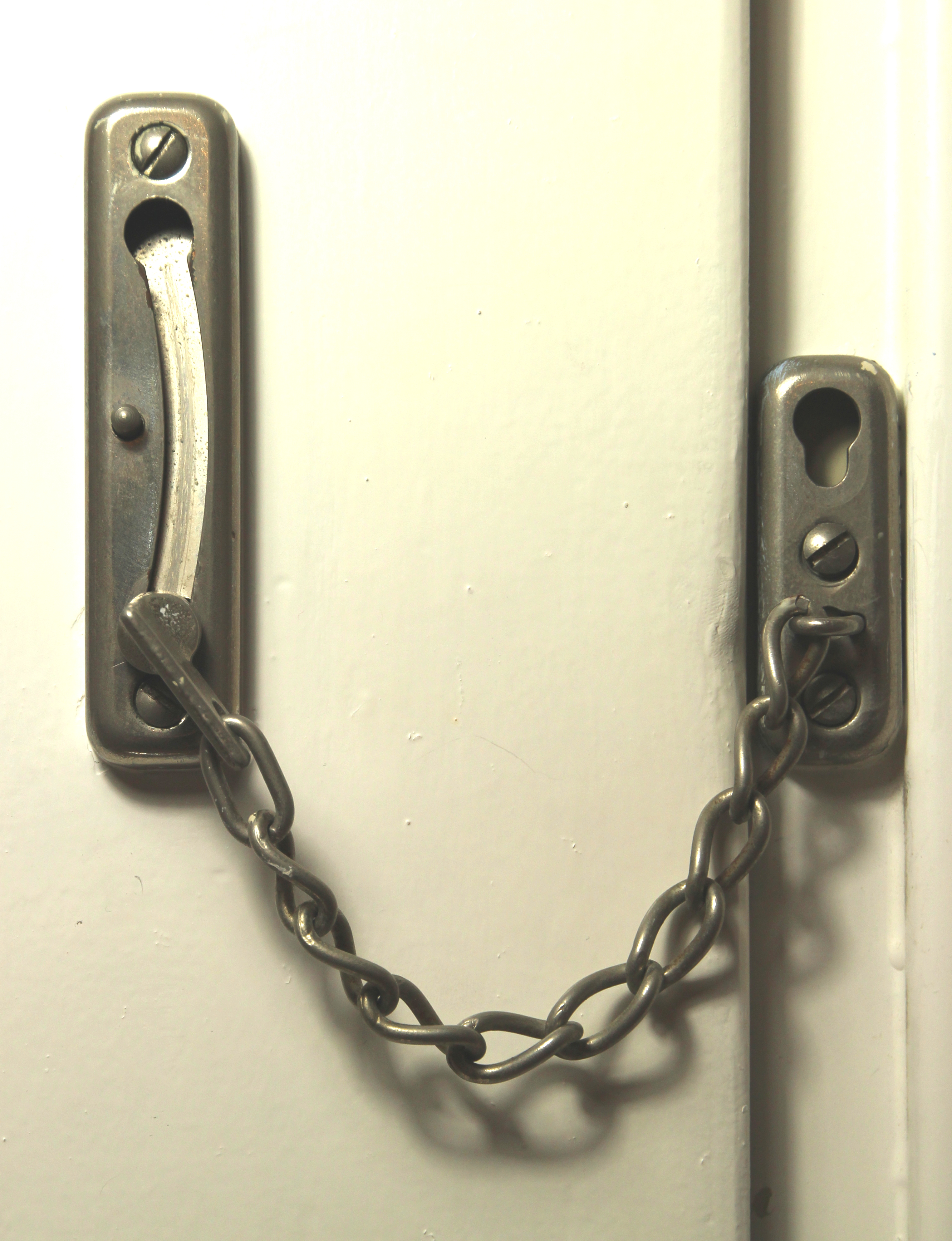
Türkette. Die senkrechte Anbringung der Schiene hier ist nicht empfehlenswert, da die Kette so auch von außen durch Hochschieben geöffnet werden kann.

Eine Türkette ist eine Sicherheitseinrichtung, die vor allem an Eingangstüren (von Einfamilienhäusern oder Wohnungen in Mehrfamilienhäusern) Verwendung findet. Die einfachste und seit langem übliche Variante besteht aus einer Kette, die am Türrahmen befestigt ist, und einer Schiene, die sich an der Tür befindet. Diese Schiene ist an einem Ende offen, am anderen geschlossen, an der Kette befindet sich ein spezieller Haken, der in das offene Ende der Schiene eingeschoben werden kann. Die Schiene wird üblicherweise horizontal angeschraubt, so dass die Kette nur eingehakt werden kann, wenn die Tür geschlossen ist. Öffnet man dann die Tür, so gleitet der Haken bis zum geschlossenen Ende der Schiene. So kann die Tür nur einen Spalt, entsprechend der Kettenlänge, geöffnet werden. Dann kann man mit einem Besucher sprechen, ohne dass dieser die Tür aufdrücken und unberechtigt in die Wohnung gelangen kann. Will man ihn einlassen, muss die Tür zunächst geschlossen werden, um die Kette aushaken zu können, daher nützt es einem aufdringlichen Besucher auch nichts, etwa den Fuß in den Türspalt zu stecken und damit die Tür offen zu halten. Durch den Türspalt können auch kleinere Gegenstände ausgetauscht oder betrachtet werden, z. B. ein Ausweis, der die Identität des Besuchers und ggf. auch seine Berechtigung belegt.
Dass sie von außen nicht geöffnet werden kann, ist allerdings auch ein Nachteil der klassischen Türkette. Hat z. B. eine Person in der Wohnung die Türkette vorgelegt und gerät dann in eine hilflose Situation, in der sie die Kette nicht mehr öffnen kann, muss die Kette von Helfern zerstört werden. Moderne Modelle bestehen daher aus einer fest an der Tür montierten Kette, die in ein Schnappschloss am Rahmen eingehakt wird. Dieses Schloss ist meist teilweise drehbar und kann daher sowohl von innen als auch von außen mit einem Schlüssel geöffnet werden. So kann man die Türkette auch vorlegen, wenn man die Wohnung verlässt, und das Öffnen von außen (vorausgesetzt es steht ein Schlüssel zur Verfügung) ist ebenfalls möglich. Manche Ausführungen kombinieren die Schiene und das Schloss, so kann die Türkette von innen auch ohne Schlüssel vorgelegt und geöffnet werden.
Außerdem werden Modelle angeboten, bei denen die Kette lediglich über den Türdrücker gehängt wird, so dass kein Anbohren der Tür notwendig ist. Zudem sind Türketten mit einem elektronischen Alarmgerät erhältlich, das bei Manipulationen einen Warnton abgibt. Grundsätzlich ist die Stabilität von Türketten aber geringer als etwa von einem Sperrbügel an einem Zusatzschloss. Vor allem die Befestigungen an Tür und Wand sind mitunter Schwachstellen, die bei Anwendung entsprechender Gewalt nachgeben können.